# Harry Haslam
Harry Eustace Haslam OBE (* 7. Februar 1883 in Aston; † 7. Februar 1955 in Ilford) war ein englischer Hockeyspieler, der 1920 mit der Britischen Nationalmannschaft Olympiasieger war.

## Sportliche Karriere
Harry Haslam begann in Worcestershire mit dem Hockeysport, ab 1905 stand er im Tor des Ilford Hockey Club. Insgesamt bestritt er 1920 und 1921 neun Länderspiele, sieben für England und zwei bei den Olympischen Spielen für das Vereinigte Königreich.
An den Olympischen Spielen 1920 in Antwerpen nahmen insgesamt vier Mannschaften teil. Die Briten bezwangen die Dänen mit 5:1 und die Belgier mit 12:1. Zum letzten Spiel traten die Franzosen nicht mehr an.
Während des Ersten Weltkriegs war Haslam Chefinspector der Metropolitan Special Constabulary, 1920 wurde er für seine Dienste mit dem Order of the British Empire ausgezeichnet. Haslam arbeitete im Hauptberuf bei einer Sportartikelfirma. Daneben war er ehrenamtlich im Hockeysport tätig und schrieb Zeitungsartikel über seinen Sport. Er starb an seinem 72. Geburtstag.